# Palazzo dei Telefoni (via Depretis)
Le Palazzo dei Telefoni (également appelé poste téléphonique central d'État) est un palais monumental situé à Naples, situé via Agostino Depretis. Il fait partie de la trilogie de bâtiments téléphoniques construits dans la ville vers les années 1920 : celle de la place Nolana et celle de la via Crispi. 

## Historique
En 1922, Camillo Guerra, ingénieur des ingénieurs civils, fut chargé de construire un troisième bâtiment téléphonique Via Depretis, non loin du bâtiment de la Bourse conçu par son père Alfonso. 
Le bâtiment a été construit entre 1923 et 1925 selon les lignes néo-baroques également présentes dans les deux autres bâtiments qu'il a conçus. 
Le palais fut en grande partie détruit lors du terrible bombardement des Alliés le 4 août 1943. Robert Capa a immortalisé les décombres de la façade du bâtiment . 
Le palais a été repensé en 1944 par le même Guerra qui a révolutionné l'architecture du bâtiment: l'extérieur a complètement changé d'aspect, abandonnant le premier aspect néo-baroque pour prendre un aspect très fonctionnel retrouvé dans les bâtiments ayant transformé l'ancien quartier de San Giuseppe dans les années 1930, avec notamment la Casa del Mutilato, autre œuvre de l’ingénieur Guerra qui montre de nombreux points d’affinité avec le nouveau bâtiment, qui n’a cependant pas perdu sa monumentalité antérieure. Les travaux de reconstruction ont été réalisés entre 1945 et 1946, environ vingt ans après la construction du premier bâtiment. 
L'aspect d'origine néo-baroque du bâtiment est toujours visible sur la façade arrière, qui a échappé aux dommages causés par la guerre et qui a été préservée par le projet de reconstruction.